# Retargetable graphics
A Retargetable graphics (röviden: RTG) az AmigaOS grafikus hardver-illesztőprogram alkalmazásprogramozási felülete (API), mely az alaplapra integrált videó-megjelenítő mellett más gyártók videókártyái számára is interfészt nyújt programkönyvtárai (libraries) révén. Egyszerűbben fogalmazva, biztosítja, hogy a grafikai megjelenítés átirányítható (retargetable) legyen egy másik eszközre. A programkönyvtárak magukban foglalnak képernyőfelbontás-, képernyőmód-, képernyőszín-, egérmutató-beállító eszközöket.
Az AmigaOS 3.x intuition.library programkönyvtára 8-bites, míg az RTG akár 24-bites színmélységet képes kezelni. Amigán két általánosan használt API létezik: a Picasso96 és a CyberGraphX, melyek csaknem teljesen kompatibilisek egymással. Mindkettő legalább Motorola 68020 mikroprocesszort és AmigaOS 3.0-át igényel a működéséhez.

## Történet
Habár a Commodore tervezte az RTG bevezetését a jövőbeni AmigaOS verziókban (4.0), azonban a cégnek nem sikerült előállnia egy saját megoldással az 1994-es bukása előtt. Külső gyártók ezért saját, egymással nem kompatibilis megoldások kifejlesztésére kényszerültek.
A legtöbb korai Amiga videókártya eszközmeghajtó (driver) korlátozásokat tartalmazott a meglévő nem-RTG-alapú alkalmazásokkal való kompatibilitás miatt . A 15-, 16-, illetve 24-bites képernyőmódokat csak a kifejezetten ezekre írt szoftverek voltak képesek használni. A legkorábbi megoldások, a Grafexa és a SAGE programkönyvtárak (libraries) csak a saját applikációikat voltak képesek videókártyán megjeleníteni, semmilyen ún. "Workbench-emulációt" nem tartalmaztak.
Más eszközmeghajtók is készültek, mint például: EGS, Merlin/Domino, Omnibus, Retina (már meg tudta jeleníteni a Workbenchet 24-bites színmélységben), Graffity, Picasso, és ProBench. Ezek közül a Picasso nyújtott jó kompatibilitást a régebbi alkalmazásokkal, mivel a legtöbb AmigaOS-hez készült programot meg tudta jeleníteni videókártyán és viszonyleg erős szoftvertámogatással bírt. A ProDev "Workbench emulátort" jelentetett meg 1994-ben az általa kifejlesztett ProBench-hez régebbi Merlin videókártyákhoz, majd ennek 3. verziója 1996-ra már CyberGraphX-támogatással és 16-bites színmélységgel rendelkezett.

### Enhanced Graphics System
A Viona Development által kifejlesztett Enhanced Graphics System (EGS) a Modula-2 objektumoreintált programozási nyelvet használja, Piccolo és Spectrum videókártyákat és 16-bites színmélységet támogat. Minimum 2 MB RAM-ot és 4–5 MB merevlemez tárhelyet igényel. A legelső EGS 110/24-alapú videókártyát (Spectrum) a GVP mutatta be 1992 áprilisában New Yorkban a World of Commodore/Amiga Show-n. Az EGS az eddigieknél tágabb körű videókártya támogatással bírt és már a megjelenésekor "RTG szabványként" emlegették Amiga-újságok, habár kompatibilitása még korlátozott volt. A rendszert ma már nem fejlesztik.
| Videókártya  | Illesztő típusa | Grafikus chip          |
| ------------ | --------------- | ---------------------- |
| EGS 110/24   | GVP LocalBus    | INMOS G364 framebuffer |
| EGS 28/24    | Zorro II / III  | Cirrus Logic GD5426    |
| Retina       | Zorro II        | NCR 77C22E+            |
| Visiona      | Zorro II        | IMS G300C              |
| Piccolo      | Zorro II / III  | Cirrus Logic GD5426    |
| Piccolo SD64 | Zorro II / III  | Cirrus Logic GD5434    |
| Rainbow      | Zorro II        |                        |
| Rainbow II   | Zorro II        | Analog Devices ADV7120 |
| Rainbow III  | Zorro III       | Inmos G365             |

### CyberGraphX
A CyberGraphX (röviden: "CGX") egy RTG API Amigára, melyet Thomas Sontowski és Frank Mariak fejlesztett ki, és amelyet később a Phase5 alkalmazott saját videókártyáin, de amit számos más hardvergyártó is alkalmazott. 1995-ben mutatta be a Phase5 a CyberVision64 videókártyáján, mely elsőként tett lehetővé teljes True color megjelenítést a Workbench és alkalmazásai számára. Ezt a korábbi megoldások (pl. Picasso, Retina) maximum 256-színben tudták. A CyberGraphX rövidesen de facto RTG-szabvánnyá vált, miután az azt támogató kártyák felhasználói számára ingyen elérhetővé tették. A CyberGraphX V4 volt az utolsó kiadás AmigaOS-re, a CyberGraphX V5 már csak MorphOS-hez készült el, azon fejlesztik folyamatosan ma is.

#### Támogatott videókártyák
A CyberGraphX által támogatott videókártyák:

| Videókártya         | Illesztő típusa    | Grafikus chip              |
| ------------------- | ------------------ | -------------------------- |
| Amiga AGA           | Alaplapon          | Lisa                       |
| Commodore A2410     | Zorro II           | Texas Instruments TMS32010 |
| 3DFX Voodoo3 2000   | PCI                | Avenger                    |
| 3DFX Voodoo3 3000   | PCI                | Avenger                    |
| 3DFX Voodoo3 3500   | PCI                | Avenger                    |
| 3DFX Voodoo4 4500   | PCI                | Napalm                     |
| 3DFX Voodoo5 5500   | PCI                | Napalm                     |
| ATI Radeon 7000VE   | PCI                | RV100                      |
| ATI Radeon 7200     | PCI                | R100                       |
| ATI Radeon 7500     | PCI                | RV200                      |
| ATI Radeon 8500 LE  | PCI                | R200                       |
| ATI Radeon 9000     | PCI                | RV250                      |
| ATI Radeon 9000 Pro | PCI                | RV250                      |
| ATI Radeon 9100     | PCI                | R200                       |
| ATI Radeon 9100 LE  | PCI                | R200                       |
| ATI Radeon 9200 SE  | PCI                | RV280                      |
| ATI Radeon 9200     | PCI                | RV280                      |
| ATI Radeon 9200 Pro | PCI                | RV280                      |
| ATI Radeon 9250     | PCI                | RV280                      |
| ATI Radeon 9600 Pro | PCI                | RV350                      |
| ATI Radeon 9600 XT  | PCI                | RV360                      |
| ATI Radeon 9700 Pro | PCI                | R300                       |
| ATI Radeon 9800     | PCI                | R350                       |
| ATI Rage 128 Pro    | PCI                |                            |
| BlizzardVisionPPC   | local PCI          | Permedia 2                 |
| CyberVisionPPC      | local PCI          | Permedia 2                 |
| CyberVision64/3D    | Zorro II/Zorro III | S3 ViRGE                   |
| CyberVision64       | Zorro III          | S3 Trio64                  |
| DraCo Altais        | DracoBus           | Symbios Logic 77C32BLT     |
| DraCo Altais Plus   | DracoBus           | S3 Trio 64 V+              |
| Domino              | Zorro II           |                            |
| PicassoII           | Zorro II           | Cirrus Logic GD5426        |
| PicassoII+          | Zorro II           | Cirrus Logic GD5428        |
| PicassoIV           | Zorro II/Zorro III | Cirrus Logic GD5446        |
| Piccolo             | Zorro II/Zorro III |                            |
| Piccolo SD64        | Zorro II/Zorro III | Cirrus Logic GD5434        |
| Pixel64             | AtéoBus            |                            |
| Retina BLT Z3       | Zorro III          | Symbios Logic 77C32BLT     |
| EGS 28/24 Spectrum  | Zorro II/Zorro III |                            |
| XGI Volari V3XT     |                    |                            |
| XGI Volari V5       |                    |                            |
| XGI Volari V5XT     |                    |                            |
| XGI Volari V8       |                    |                            |
| SiS 300 / 305       |                    |                            |
| SiS 315             |                    |                            |
| SiS 6326            |                    |                            |

### Picasso96
Picasso96 (röviden: P96) egy RTG eszközmeghajtó, illetve programkönyvtár-csomag, mely Picasso IV és sok más videókártyán volt használatos. Fejlesztését Alexander Kneer és Tobias Abt kezdte el és kompatibilis a CyberGraphX-szal. Ez első kiadásokban még számos hiba volt megtalálható és stabilitásbeli gondok is voltak vele, de az 1.17-es verzió a legtöbb hibát orvosolta és a CyberGraphX-kompatibilitás is javult.
A Hyperion Entertainment a Picasso96-ot választotta az AmigaOS 4 szabvány RTG megoldásaként és a 4.0 kiadás előtti (pre-release) változatában jelent meg, először 68k binárisként, majd a következő, 2004-es frissítéskor teljes PowerPC portot kapott. A 2014-ben kiadott AmigaOS 4.1 Final Edition az RTG funkciókat integrálta a rendszer graphics.library programkönyvtárába.
Az AmigaOS 4 által használt Picasso96 támogatja a PCI-csatolós 3Dfx Voodoo 3/4/5 kártyákat, az ATI Radeon R100-R300 chipes kártyákat, valamint az X1000-es, a HD 4000/5000/6000/7000-ezres sorozatokat. Az AmigaOS 4 RadeonHD driverét Hans de Ruiter készítette és fejleszti az A-EON Technology finanszírozásában és támogatásával.
2017 elején az Individual Computers (iComp) megvásárolta a Picasso96 68k-rendszerekre vonatkozó jogait az eredeti készítőktől és megállapodást kötött a Hyperion Entertainmenttel az AmigaOS 4-gyel kapcsolatos használatról. Az iComp azóta is fejleszti az API-t olyan funkciókat hozzáadva, mint a képernyő-húzás a 3.0.0 verzióban, vagy a többmonitoros támogatás a 3.1.0 változattól (OCS/ECS/AGA képernyő és RTG képernyő együttes használata).
A P96 újabb változatai az UAE Amiga emulátor "virtuális" grafikus megjelenítőjét is támogatják, mely így alkalmas virtuális környezetben a gazdagép képernyőjén való RTG megjelenítésre. További újítás az újabb változatokban, hogy a P96 támogatja a planár képernyők emulációját, illetve konverzióját (c2p), mely régebbi alkalmazások chunky képernyőmódokban való megjelenítését teszi lehetővé 16-színtől kezdődően.

#### Támogatott videókártyák
A Picasso96 által támogatott videókártyák:
| Videókártya        | Illesztő típusa          | Grafikus chip        |
| ------------------ | ------------------------ | -------------------- |
| CyberVisionPPC     | Custom/PCI bridge        | Permedia2            |
| Cybervision64/3D   | Zorro II/Zorro III       | S3 Virge             |
| Cybervision64      | Zorro III                | S3 86C764 Trio64     |
| Domino             | Zorro II                 | Tseng Labs ET4000    |
| Merlin             | Zorro II/III             | Tseng Labs ET4000W32 |
| oMniBus            | Zorro II+ISA             | Tseng Labs ET4000AX  |
| PicassoII          | Zorro II                 | Cirrus Logic GD5426  |
| PicassoII+         | Zorro II                 | Cirrus Logic GD5428  |
| PicassoIV          | Zorro II/Zorro III       | Cirrus Logic GD5446  |
| Piccolo            | Zorro II/III             | Cirrus Logic GD5426  |
| Piccolo SD64       | Zorro II/III             | Cirrus Logic GD5434  |
| Pixel64            | Custom/AteoBus           | Cirrus Logic GD5434  |
| GBA PII++          | Zorro II                 | Cirrus Logic GD5434  |
| Altais             | Custom/DracoBus          | NCR77C32BLT          |
| Retina Z2          | Zorro II                 | NCR77C22E            |
| Retina BLT Z3      | Zorro II                 | NCR77C32BLT          |
| Visiona            | Zorro II                 | INMOS G300           |
| GVP EGS 110        | Custom/GVP Combo CPU bus | INMOS G364           |
| EGS 28/24 Spectrum | Zorro II/III             | Cirrus Logic GD5426  |
| UAEgfx             | Gazdagép OS              | Emulated             |
| VA2000             | ZorroII                  | Egyedi/FPGA          |
| ZZ9000             | Zorro II/Zorro III       | Egyedi/FPGA          |

### RTG Master
A VGA monitorok, illetve az IBM-kompatibilis PC-k térnyerésével az ún, chunky pixelmemória-szervezési mód vált általánossá. Az RTG videókártyák nagy színmélységű képernyőmódjaira való fejlesztés megkönnyítése (Chunky to Planar /c2p/ konverzió) érdekében fejlesztette ki Steffen Häuser az RTG Master-t, mint magasszintű API-t. Ez az API támogat minden korábbi ""RTG"" megoldást (CyberGraphX, Picasso II, Picasso96 vagy EGS), valamint az Amiga saját (ECS vagy AGA) chipsetjeit. A használatára példa a 2001-ben kiadott Genetic Species videójáték.